# Borovička
Borovička (Aussprache: [ˈbɔrɔvitʃka]) ist eine slowakische Spirituose mit Wacholder und gilt als Nationalgetränk der Slowakei. Sie wird aus Wacholderbeeren (Juniperus communis, slowakisch borievka obyčajná) gebrannt, besitzt eine weiße oder goldene Farbe und einen dem Gin ähnlichen Geschmack. Heute hergestellte Borovička enthält zumeist 38 bis 45 Prozent Alkohol. Laut dem Slowakischen Lebensmittelkodex soll der Alkoholgehalt der Borovička mindestens 35 Prozent betragen.
Im Rahmen der Europäischen Union sind folgende Marken geschützt: Spišská borovička, Slovenská borovička Juniperus, Slovenská borovička, Inovecká borovička und Liptovská borovička. Nur in der Slowakei hergestellte Borovičkas dürfen unter den jeweiligen Namen verkauft werden.